# Двенадцать (балет)
«Двенадцать» — хореографический спектакль в одном действии Бориса Тищенко. Либретто Леонида Якобсона по мотивам одноимённой поэмы Александра Блока.

## История создания
По мнению исследователя творчества Леонида Якобсона Галины Добровольской: 
«"Двенадцать" — произведение сложное. Спектакль Тищенко — Якобсона, этот первый в истории балета опыт воплощения поэмы, экспериментален и, естественно, спорен. Однако его ценность в том, что авторы не ограничились сюжетно-иллюстративными моментами, а искали большие философские обобщения.»

## Действующие лица
- Катька
- Ванька
- Петруха
- Двенадцать
- Лихач
- Генерал
- Аристократка
- Вития
- Буржуй
- Писатель
- Старушка
- Поп
- Барыни
- Шелудивый пёс

## Сценическая жизнь
31 декабря 1964 года — премьера в Ленинградском театре оперы и балета имени С. М. Кирова
Балетмейстер-постановщик Леонид Якобсон, художник-постановщик Энар Стенберг, дирижёр-постановщик И. И. Блажков
Действующие лица
- Катька — Нонна Звонарёва, (затем Ирина Генслер)
- Ванька — Игорь Уксусников
- Петруха — Игорь Чернышёв

1976 — премьера в Труппе «Хореографические миниатюры», балетмейстер-постановщик Леонид Якобсон
1988 — новая постановка — фильм-балет, балетмейстер-постановщик Наталья Рыженко
14 июля 2022 года — премьера постановки Александра Сергеева в Мариинском Театре. Художник-постановщик — дизайнер Леонид Алексеев, художник по свету — Константин Бинкин, музыкальным руководителем постановки выступил художественный руководитель театра, народный артист России Валерий Гергиев. Ассистент хореографа — Екатерина Кондаурова.